# ラニーミード級汎用揚陸艇
ラニーミード級汎用揚陸艇（英語: Runnymede-class landing craft）は、アメリカ陸軍の汎用揚陸艇（LCU）の艦級。LCU-2000級（英: LCU 2000 class）とも称される。

## 来歴
アメリカ陸軍の船艇のうち、上陸用舟艇（LCM・LCU）や兵站支援艦（LSV）は陸軍輸送科によって運用されている。このうち汎用揚陸艇（LCU）に属するのが本級である。
従来、アメリカ陸軍が運用してきたLCUはいずれも海軍の艇と同一の設計を採用していたのに対し、本級は、アメリカ陸軍の要求に基づいて建造された初のLCUとなった。揚陸後方支援（Logistics Over The Shore, LOTS）のほか、陸地から陸地の比較的長距離の海上輸送にも投入されることから、船型は大型化した。
まず1986年6月11日に7隻が発注されたのち、1987年3月31日に7隻、同年9月22日に3隻、1988年2月26日に5隻、同年8月30日に1隻、そして1989年1月11日に更に12隻が追加発注された。
日本においては、横浜ノース・ドック（ノース・ピア）に数隻が配備されている。

## 設計
本級の設計は、アメリカ船級協会（ABS）の基準において、全面的な外洋活動と機関室のワンマン化を満たすものとなっている。建造にあたっては、アメリカ沿岸警備隊の基準に準拠している。また、装備品の多くは商用オフザシェルフ(COTS)化された。ただし、就役後の改修が不十分であり沿岸警備隊や国際海事機関（IMO）の新しい基準、改正SOLAS条約の規定を満たせなくなったことから、改修が模索されている。
艦首には6.56メートル長×4.48メートル幅の道板（バウ・ランプ）を備えており、港湾施設が整っていない地域でも、海岸線に直接乗り上げる擱座揚陸（ビーチング）によってRO-RO機能を発揮できる。ビーチング時の艦首吃水は1.22メートルとなる。また、離岸に使用する艇尾小錨用として力量50トンのウィンチを備えている。
艦中部には237.8平方メートルの車両・コンテナ甲板が設定されており、ビーチング時でも350トンの貨物を搭載できる。M1エイブラムス主力戦車であれば5両、コンテナとしては24 TEUの搭載能力とされている。
運用要員はアメリカ陸軍輸送科に所属し、所管部隊としては輸送中隊（重舟艇）（Transportation Company (Heavy Boat)）が主としてこれに当たっている。

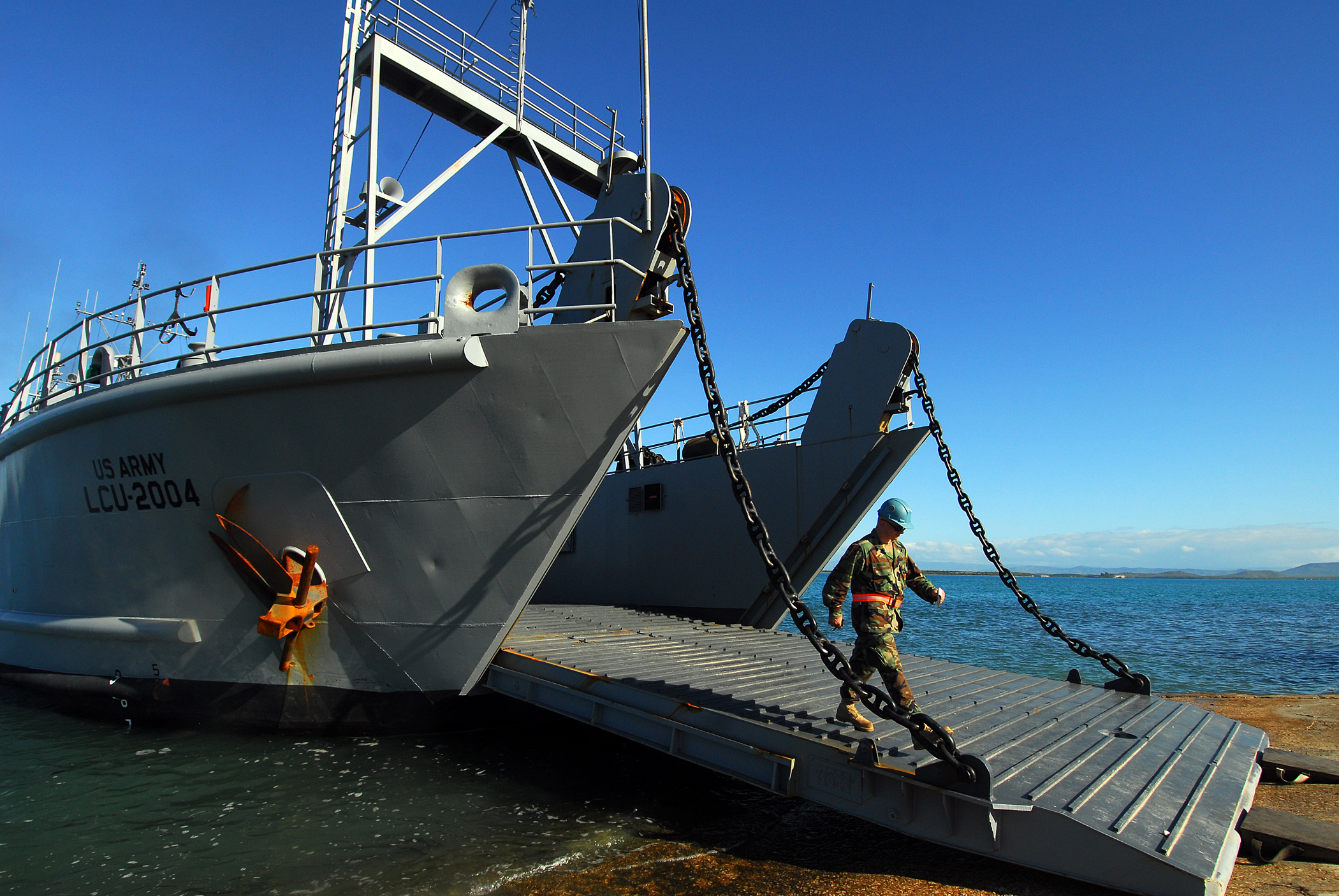
バウランプを降ろした状態
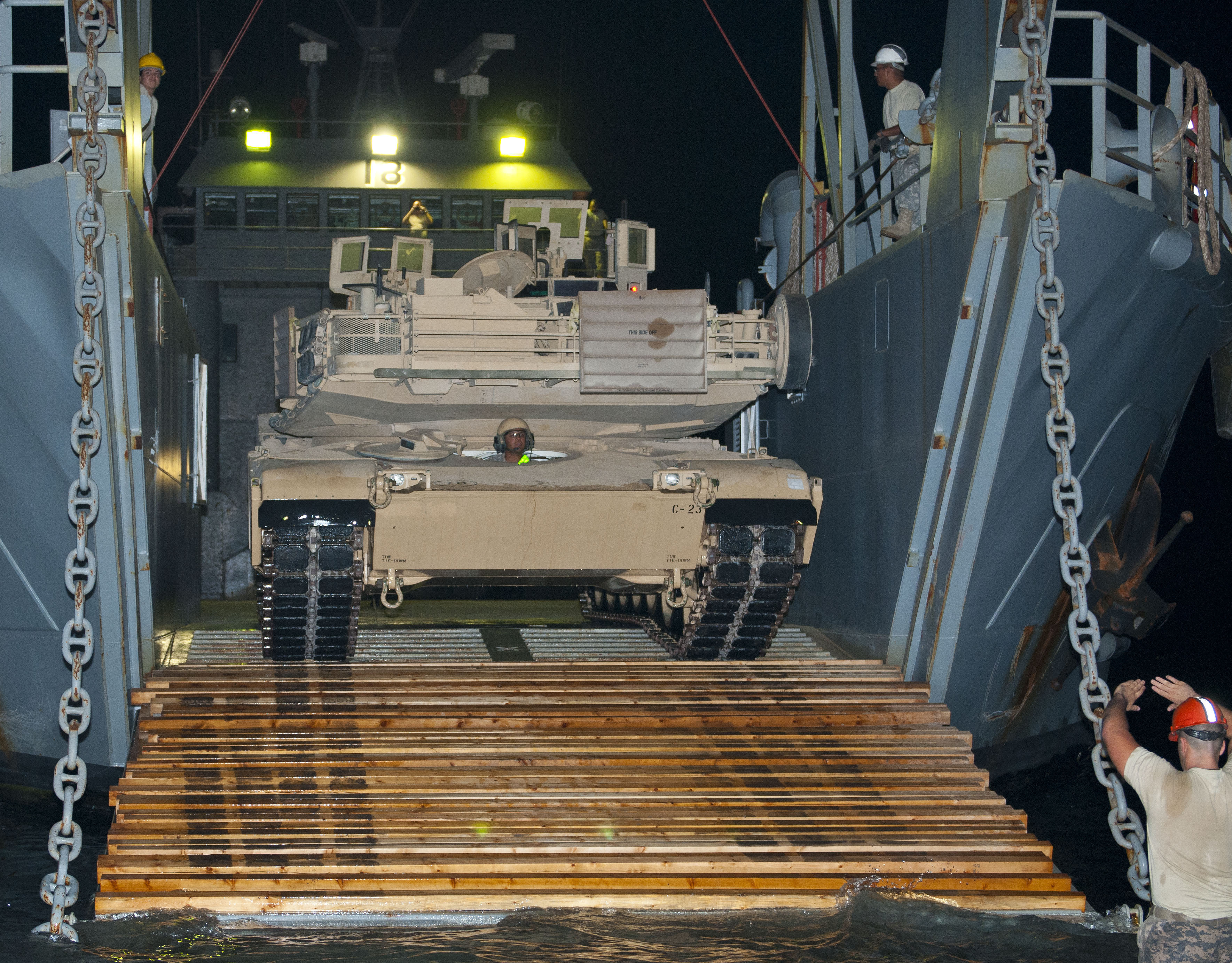
下船するM1A2戦車

## 同型艦一覧
- USAV Runnymede (LCU 2001)
- USAV Kennesaw Mountain (LCU 2002)
- USAV Macon (LCU 2003)
- USAV Aldie (LCU 2004)
- USAV Brandy Station (LCU 2005)
- USAV Bristoe Station (LCU 2006)
- USAV Broad Run (LCU 2007)
- USAV Buena Vista (LCU 2008)
- USAV Calaboza (LCU 2009)
- USAV Cedar Run (LCU 2010)
- USAV Chickahominy (LCU 2011)
- USAV Chicksaw Bayou (LCU 2012)
- USAV Churubusco (LCU 2013)
- USAV Coamo (LCU 2014)
- USAV Contreras (LCU 2015)
- USAV Corinth (LCU 2016)
- USAV El Caney (LCU 2017)
- USAV Five Forks (LCU 2018)
- USAV Fort Donelson (LCU 2019)
- USAV Fort McHenry (LCU 2020)
- USAV Great Bridge (LCU 2021)
- USAV Harpers Ferry (LCU 2022)
- USAV Hobkirk (LCU 2023)
- USAV Hormigueros (LCU 2024)
- USAV KINGS MOUNTAIN (LCU 2025)
- USAV Matamoros (LCU 2026)
- USAV Mechanicsville (LCU 2027)
- USAV Missionary Ridge (LCU 2028)
- USAV Molino Del Rey (LCU 2029)
- USAV Monterrey (LCU 2030)
- USAV New Orleans (LCU 2031)
- USAV Palo Alto (LCU 2032)
- USAV Paulus Hook (LCU 2033)
- USAV Perryville (LCU 2034)
- USAV Port Hudson (LCU 2035)